# Zoothera turipavae
El zorzal de Guadalcanal (Zoothera turipavae) es una especie de ave paseriforme de la familia Turdidae endémica de la isla de Guadalcanal, en el sur de las islas Salomón. Su hábitat natural son los bosques húmedos tropicales de las montañas de la isla. Está amenazado por la pérdida de hábitat.